# HD 118384
HD 118384，又名CP-57 6169，SAO 241013、HR 5122，是一颗恒星，视星等为6.42，位于銀經309.03，銀緯3.9，其B1900.0坐标为赤經13h 31m 33.8s，赤緯-57° 3.9′ 14″。